# کلارنس هوبرت
 کلارنس هوبرت (انگلیسی: Clarence Hobart؛ زاده ۲۷ ژوئن ۱۸۷۰ درگذشته ۲ اوت ۱۹۳۰) یک تنیس‌باز اهل ایالات متحده آمریکا بود.